# Trecia Smithová
Trecia Smithová (* 5. listopadu 1975) je jamajská atletka, mistryně světa v trojskoku.

## Sportovní kariéra
Na olympiádě v Athénách v roce 2004 obsadila v soutěži trojskokanek čtvrté místo. O rok později se v této disciplíně stala mistryní světa. Její osobní rekord 15,16 metru pochází z roku 2004.